# 少林サッカー
『少林サッカー』は、2001年公開のチャウ・シンチー（周星馳）監督作品。

## 概要
脚の怪我が原因で引退した元サッカー選手が、偶然見かけた少林拳の達人シンとその兄弟弟子達によるサッカーチームを結成し、共に全国制覇を目指しながら誇りを取り戻していくという物語。
2001年当時、香港映画としては歴代最高の興行収入を上げたが、本作と同じくチャウ・シンチー監督・主演作で2004年公開の『カンフーハッスル』により抜かれており、2019年現在は歴代2位となっている。第21回香港電影金像奨で主演のチャウ・シンチーは最優秀作品賞・最優秀監督賞・最優秀主演男優賞の3タイトルを受賞した。
日本での公開は2002年6月1日で、興行収入35億、2002年年間収入第8位のヒットを記録している。キャッチコピーは、「君はまだ、究極のサッカーを知らない。」。

## ストーリー
サッカー界のスターであったファンは、チームメイトで子分だったハンから八百長を持ちかけられ小切手を受け取るが、試合でわざとシュートを外したことによって激怒した観客に襲われ、足を大怪我して引退。しかも、その小切手も不渡りであり、完全に落ちぶれてしまった。
20年ほどが経ち、ハンはサッカー界の絶対的な実力者へとのし上がっていた。いまやハンの雑用係となっていたファンは、ハンの配下のサッカーチームの監督を任されるという話を反故にされて、ハンに怒る。ハンはファンに、脚が使えなくなったのも八百長に手を染めた欲深さが原因ではないかと嘲笑い、さらに「実は観客が騒ぎを起こしてファンを襲ったのは、全部自分が仕掛けた」と真相を話す。
自責の念と悔しさで街をうろつくファンは、少林拳の達人で清掃員のシンと出会う。シンはファンに少林拳の効用を説き始める。シンは幼い頃から辛い修行に耐えて武術を修めたが、現代中国の大都市では武術を活かす仕事はないうえに、武術以外のことをなにも知らないのでつぶしがきかず、清掃のバイトに身をやつしながらも少林拳の普及を夢見ていた。
自身の不自由な足を指摘され、一旦はシンの無礼さに怒ったファンだったが、やがてシンがサッカーボールで不良軍団を退治する場面に出くわし、サッカーを勧める。サッカーは少林拳の宣伝に使えるかもと考えたシンは、ファンと共に修行の歳月をともにした5人の兄弟弟子たちを訪れる。しかし、兄弟弟子たちは武術の道を諦めて仕事に追われたり職探しをしており、シンの誘いを断る。だが、シンの少林拳普及の熱意と、サッカー全国大会の賞金の話に刺激されて全員シンの元へ結集し、ファンの指導下でサッカーチームを組んだ。
最初の練習試合の相手は、以前シンが叩き伏せた不良たちのチームで、サッカーの素人で体もなまっている少林チーム「少林隊」は、ラフプレーで倒されたうえにリンチにあってしまう。しかし、その最中に兄弟弟子たちは覚醒を起こし、超常的な技を蘇らせて不良チームを倒す。仲間に入れてくれと頼む不良たちの参加で、少林チームは11人の選手をそろえて全国大会に臨む。
少林チームは少林拳とサッカーの融合で大会を勝ち進み、注目を集める。シンは以前から、饅頭屋で太極拳を使って饅頭を作るムイという若い女性の実力を認めており、友人としてつきあっていた。ムイはシンに友人以上の感情を抱くが、シンは鈍感でなかなか気づかないうえに、全然似合わない精いっぱいのメイクを思い切りけなしてしまう始末だった。しかし、あばただらけの顔で自信の持てなかったムイは、シンたちとの交流で少しずつ自信をつけ始める。
少林チームは強敵を倒してついに決勝に進むが、その相手はサッカー界の権力者ハンが監督するデビルチーム「魔鬼隊」であった。ハンは新型薬物のドーピングと謎の科学トレーニングで選手たちを強化しており、デビルチームは少林チームのプレイをことごとくはねかえす上にラフプレーで少林チームの選手を潰してゆくが、ハンに買収されている審判や大会関係者は全く問題にせず反則をとろうともしない。
ついに7人だけとなり試合続行が不可能になった少林チームだが、丸坊主になり男装をしたムイが加勢し、試合は続行される。ゴールキーパーになったムイは敵チームのシュートの餌食になるかと思われたが、襲い掛かるボールを太極拳で受け流して完全に支配し、シンにボールをパスする。シンの放ったシュートはデビルチーム全員とゴールポストを吹きとばして決勝点となった。
少林チームが優勝した一方、ハンは禁止薬物使用で逮捕され、チームメンバーは全員追放処分となった。全国的に武術が大ブームとなった数年後、武術の達人だらけになった街角の高層ビルには、武術ブームの立役者であるシンとムイのカップルが表紙になった雑誌の広告が掲げられていた。後にムイとともにボーリング大会でも優勝するという活躍をしている。

## 登場人物
FW・"金剛腿（鋼鉄の脚）"阿星（シン）
演：周星馳（チャウ・シンチー）
主人公で少林拳を広めることに燃える青年。引き締まった肉体と強靭な脚力、柔軟な股関節を有する。両親はすでに亡くなっているらしい。清掃員のアルバイトをしているが、給与が少なく金欠に悩んでいる。悪気があるわけではないが無神経な面がある。逃げ足が異常に速い。歌唱力、作詞・作曲のセンスは壊滅的。少林チームでは脚力を活かした強烈なシュートで不動のエースストライカーとして活躍する。
監督・明鋒（ファン）
演：呉孟達（ン・マンタ）
シンの脚力を「神の足」と見込み、彼をサッカーの世界に誘った男。かつては黄金右脚（黄金の右脚）と呼ばれた名選手だったが、八百長試合に手を出して故意にPKを外し、暴徒と化したフーリガンに脚を潰されて引退。その後はハンの雑用係として生活していたが、夢を捨てきれず、受け継いでくれる後継者を探していたところをシンたちと出会う。少林チームでは監督としてサッカーの素人であったシン達に基礎から叩き込む。がめついところもあるが、サッカーを愛し、自分の夢を受け継いだ少林チームを何よりも大切にしている。
強雄（ハン）
演：謝賢（パトリック・ツェー）
サッカー界の最高権力者で、ライバルチーム「魔鬼隊（デビルチーム）」の監督。ファンの元チームメイトで、実は彼を陥れた張本人。決勝戦で自分の選手達にドーピングを行い、審判を買収して少林チームの選手を次々と病院送りにしたが、シンとムイの連携シュートによって敗北。その後、ドーピングが明るみに出て逮捕され、選手達ともども全員永久追放となり、懲役5年の実刑判決を受けた。
阿梅（ムイ）
演：趙薇（ヴィッキー・チャオ）
饅頭屋で働く女性。太極拳の達人で、生地を自由自在に操る手捌きを持つ。顔中に吹き出物がある事から、女性としての自信が持てず、前髪を伸ばして顔を隠すようにしている。シンとの出会いから少しずつ自分に自信が持てるようになり、彼に惹かれていく。
シンの兄弟弟子たち
MF・"無敵鐵頭功（鉄の頭）"
演：黄一飛（ウォン・ヤッフェイ）
何でも砕く頭を使ったヘディングを得意とする。ナイトクラブで働いていたが騒ぎを起こし、タダ働きをさせられている。結婚はしており、妻や子供がいる。
DF・"旋風地堂腿（旋風脚）"
演：莫美林（モク・メイラム）
地功拳に似た低い姿勢で繰り出す足技の使い手。両足を地上スレスレで高速で回転させてボールを操る。食堂で皿洗いをしていた。頭髪が薄い。
DF・"金鐘罩鐵布衫（鎧の肌）"
演：田啓文（ティン・カイマン）
肌を固くし、物体を磁石のように吸い付けて持ち上げる鉄布衫功の使い手。得意技は腹筋でボールを挟むこと。証券会社のサラリーマンとして忙しい日々を送っていた。サッカーの試合中でも携帯電話を常に持ち歩いている。結婚はしているようで、妻がいる。
GK・"鬼影擒拿手（魔の手）"
演：陳国坤（チャン・クォックァン）
擒拿というつかみ技で目にも見えぬ速さでボールを受け止め、跳ね返すゴールキーパー。半年間失業中だった。試合中にブルース・リーになりきっており、ブルース・リーと同じ色のトラックスーツを着る。
FW・"軽功水上漂（軽功・空渡り）"
演：林子聰（ラム・ジーチョン）
シンの唯一の弟弟子。軽功により身体を急激に軽くし、空へ跳ぶことができる。スーパーで働いていた。少林寺にいた頃は痩せていたが、病気からホルモンの異常で過食症になり、体重100キロを超えている肥満体。同じスーパーで働いているスタッフからも「おデブちゃん」と呼ばれている。好物は生卵。

## キャスト
| 役名                     | 俳優                 | 日本語吹替                                                                                              | 日本語吹替                                                                       |
| 役名                     | 俳優                 | 日本公開版                                                                                              | インターナショナル版                                                             |
| ------------------------ | -------------------- | --- | -------------------------------------------------------------------------------- |
| シン                     | チャウ・シンチー     | 山寺宏一                                                                                                | 山寺宏一                                                                         |
| ファン                   | ン・マンタ           | 玄田哲章                                                                                                | 佐々木梅治                                                                       |
| ハン                     | パトリック・ツェー   | 菅生隆之                                                                                                | 羽佐間道夫                                                                       |
| ムイ                     | ヴィッキー・チャオ   | 魏涼子                                                                                                  | 遠藤久美子                                                                       |
| 鉄の頭                   | ウォン・ヤッフェイ   | 岩崎ひろし                                                                                              | 茶風林                                                                           |
| 旋風脚                   | モク・メイラム       | 中田和宏                                                                                                | 斎藤志郎                                                                         |
| 鎧の肌                   | ティン・カイマン     | 稲葉実                                                                                                  | 内田直哉                                                                         |
| 魔の手                   | チャン・クォックァン | 檀臣幸                                                                                                  | 堀内賢雄                                                                         |
| 空渡り                   | ラム・ジーチョン     | 塩屋浩三                                                                                                | 高木渉                                                                           |
| デビルチームFW           | セッ・チーワン       | 水野龍司                                                                                                | 亀山助清                                                                         |
| ブレードシスターズ（姉） | カレン・モク         | 田野恵                                                                                                  | 藤貴子                                                                           |
| ブレードシスターズ（妹） | セシリア・チャン     | 日野由利加                                                                                              | 榎本温子                                                                         |
| リーダー                 | ヴィンセント・コク   | 天田益男                                                                                                | 大川透                                                                           |
| その他                   |                      | 森川智之 浜田賢二 堀越真巳 後藤哲夫 飛田展男 島香裕 長島雄一 福田信昭 中博史 小野健一 定岡小百合 多緒都 | 星野充昭 落合弘治 成田剣 遠藤純一 岡田吉弘 さとうあい 坂東尚樹 松本大 鈴木麻里子 |

| 演出           | 向山宏志                       |
| 翻訳           | 徐賀世子                       |
| 調整           | 伊藤恭介 慎次実                |
| 録音           | 東京テレビセンター KSSスタジオ |
| プロデューサー | 岩下裕美 別府憲治              |
| 制作           | ケイエスエス                   |

- 日本公開版：クロックワークスから発売されていたソフト(DVD、2013年に東宝から発売のBD)にはエンディング後のNG集が香港公開版からカットされた109分の日本公開版を収録。
- 香港公開版：2014年以降発売の新盤DVD、Blu-rayはエンディング後にNG集が追加された香港公開版を収録しており、その部分のみ原語音声、字幕対応となっている。また吹替版の台詞が数か所変更、靴を盗まれたハンの台詞「なんじゃ、あいつら？」が原音に合わせ削除されている。

## 地上波放送履歴
| 回数  | テレビ局   | 番組名             | 放送日        |
| ----- | ---------- | ------------------ | ------------- |
| 初回  | フジテレビ | プレミアムステージ | 2004年4月17日 |
| 2回目 | フジテレビ | プレミアムステージ | 2005年1月8日  |
| 3回目 | テレビ東京 | 木曜洋画劇場       | 2006年6月8日  |
| 4回目 | 日本テレビ | 金曜ロードショー   | 2008年5月9日  |
| 5回目 | フジテレビ | 金曜プレステージ   | 2009年4月24日 |
| 6回目 | テレビ東京 | 水曜シアター9      | 2010年6月9日  |
| 7回目 | TBS        | 水曜プレミアシネマ | 2013年3月27日 |
| 8回目 | テレビ東京 | 午後のロードショー | 2014年1月7日  |

- いずれも日本公開版の音源を使用。

## 製作
アメリカの映画誌『プレミア』とのインタビューで、チャウ・シンチーは次のように語っている。